# Тушино (аеродром)
Тушинський аеродром, аеродром «Тушино» (ICAO: UUUS) — колишній (до 2014 р.) аеродром на північному заході Москви (поряд з Волоколамським шосе, за 14 км від центру міста). На летовищі базується спортивна авіація ФДУП «Національний аероклуб Росії ім. Чкалова» (РОСТО) та військова авіація (авіаційна комендатура в/ч 26399, що обслуговує транзитні вертольоти Міністерства оборони РФ).

## Історія
Летовище існувало з 1935 року.

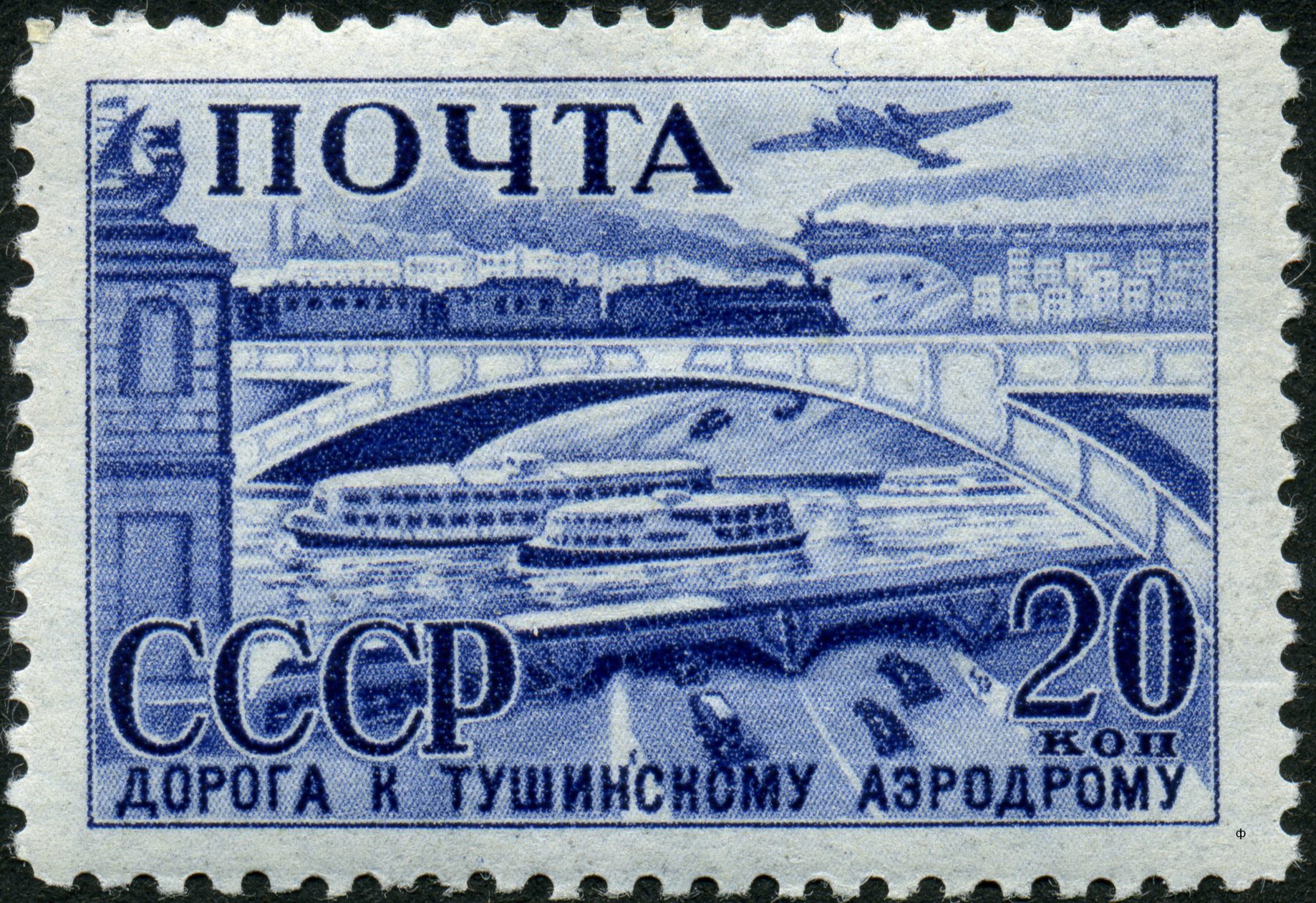
Поштова марка СССР, 1941

У 1990-х малися плани створення тут цивільного аеропорту для бізнес-авіації, однак влада Москви наполягала на ліквідації летовища та забудови його території.
До 2002 року летовища Тушино мав 3 клас і був здатний приймати повітряні судна Ан-24, Ан-26, Ан-30. Нині летовище має 4 клас, придатне для літаків Ан-2 та більш легких, а також для гелікоптерів всіх типів. Льотне поле частково заболочено, дренажна система є, але в період інтенсивних дощів та танення снігу розмокає, стає тимчасово непридатним для експлуатації літаками (восени орієнтовно з 25.10 по 10.11, навесні з 20.03 по 20.04).
З 1990-х років летовище використовується також як великий відкритий майданчик для проведення концертів. Зокрема, у 28 вересня 1991 року тут відбувся концерт Монстри року — один з найбільших концертів в історії рок-музики (кількість глядачів близько 800 000 осіб). На концерті виступали Pantera, Metallica та AC/DC вперше на території СРСР .
У 2000—2007 рр. на території аеродрому проводився фестиваль «Крила». 5 липня 2003 року, під час проведення фестивалю, відбувся теракт за участю чеченських терористок-смертниць, загинуло 14 людей, поранено 60.
2006 року прийнято рішення про будівництво на території летовища стадіону для футбольного клубу «Спартак»..
У квітні 2012 р. з'явилася інформація про будівництво на території поля крім стадіону «Спартак» льодового палацу, центрів автомобільного спорту та художньої гімнастики, а також багатофункціонального комплексу з житлом, апартаментами, торгово-розважальним та діловим центрами.. Однак згодом влада Москви заявили, що розглядають територію аеродрому як «кластер для відпочинку» та задачі забудови цієї території немає.
Для покращення транспортної доступності до споруджуваного стадіону ФК «Спартак» відновлено будівництво раніше законсервованої однойменної станції метро.

## Цікаві факти
- На території аеродрому у 1991 році пройшов рок-концерт «Монстри Рока», на якому виступали такі світові групи, як Metallica, AC/DC та Pantera.
- У 2000 — 2007 рр. на полі летовища проводився рок-фестиваль «Крила».
- Летовище присутнє у грі «Guitar hero: Metallica» як концертний майданчик на відкритому повітрі
- З 2011 року на аеродромі Тушино проходить фестиваль Максидром.
- Летовище присутнє у грі «B.A.S.E. Jumping: Точка відриву» та виступає в ролі дропзони, де персонаж отримує перші навички стрибків з парашутом та бейс-джампінгу, після чого може здійснювати стрибки в інших точках світу.
- На території Тушинського летовища проходили зйомки одного з епізодів серіалу «Бригада».